# Primitiae Florae Galiciae Austriacae Utriusque
Primitiae Florae Galiciae Austriacae Utriusque (abreviado Prim. Fl. Galiciae Austriac.) es un libro con ilustraciones y descripciones botánicas que fue escrito por el médico y botánico austríaco de nacimiento y ruso de adopción; Willibald S.J.G. von Besser y publicado en el año 1809.